# 電撃萌王
『電撃萌王』（でんげきもえおう）は、KADOKAWA アスキー・メディアワークスブランドが発行するイラスト・漫画雑誌。2002年3月26日創刊。右綴じの隔月刊誌で偶数月の26日発売。

## 概要
2002年3月26日に季刊誌として創刊し、2005年12月26日発売号で休刊。その後、2006年6月26日に隔月刊誌となって復刊。
表紙イラストはVol.1からVol.8まではあずまきよひこ、かわむらやすひと、田中久仁彦、後藤なお、駒都えーじ、鈴平ひろ、大槍葦人、YUGと1号ごとに担当が変わっていたが、Vol.9からVol.13までは駒都えーじが、Vol.14からVol.16及び「萌絵萌絵コロシアムSPECIAL」は七尾奈留が担当した。復刊後の2006年8月号、10月号をばらスィーが担当。2009年4月号から2010年2月号までは再度七尾奈留が担当した。2010年4月号より涼香が担当し、2015年6月号からはてぃんくると交互に担当している。
萌えをテーマとした雑誌で、カラーイラストを多く掲載しているためにカラーページの比率が高い。テーマを元に著名イラストレーター（萌え絵師）に萌えイラストを描いてもらう「萌絵萌絵コロシアム（もえコロ）」や、袋とじの「おとなの萌王（休刊までは「秘め袋」）」などの企画がある。

## 歴史
2001年
4月16日、『月刊コミック電撃大王』の増刊企画が立ち上げられる。キーワードは「（2次元に）恋せよ、少年たち」。構想として「美少女ビジュアル誌」と「読者参加企画誌」が検討されていた。
8月7日、「美少女ビジュアル誌」で行くことが決まり、『電撃大王増刊 reina（レイナ）』という誌名の候補があげられていた。その他、『電撃キラっと☆大王』、『電撃ぽよぽよ大王』、『電撃バビット』、『電撃美少女中学校』、『電撃美少女小学校』などの意見も出たという。また、準備号を2001年の冬コミ（C61）で頒布することが決定。
12月24日、誌名が『電撃萌王』に正式決定し、Vol.01で掲載されるコーナーの予告を掲載したVol.0がC61にて頒布された。

2002年
1月27日、『月刊コミック電撃大王』2002年3月号にてプレビュー版となるVol.0.5が応募者全員サービスとして頒布された。
3月26日に『月刊コミック電撃大王』増刊の季刊誌として創刊。「萌絵萌絵コロシアム」の第1回目が開催された。

2003年
12月23日に発売したVol.08に付録された『週刊わたしのおにいちゃん』のプレビュー版フィギュアが話題となり、最大の発行部数となる。

2004年
1月17日、Vol.01に掲載されたよつばスタジオのコラム「草冠のしたの太陽と月」の冗談のような企画を実現し『週刊わたしのおにいちゃん』第1号を発売。以降5号まで毎週土曜日に発売し、7月には特別増刊号も発売した。
2月28日、電撃萌王の関連書籍第1弾となる『私立電撃女学院制服図鑑』を発売。

2005年
3月26日、Vol.11にて駒都えーじ描いたオリジナルキャラ・「リプたん」の完成品フィギュアがVol.13に付録。このフィギュアのキャストオフできる仕様が話題に。これをきっかけとして誌上によく登場するようになり、人気キャラとなる。
12月26日、Vol.16にて休刊となる。この号にはC69にて頒布する『おとなの萌王』のプレビュー版が付録された。これ以降「おとなの萌王」が定番付録となる。

2006年
3月27日、休刊までに「萌絵萌絵コロシアム」に掲載された全イラストを掲載した『電撃萌王 萌絵萌絵コロシアムSPECIAL』を発売。「もえコロ・エキシビジョンマッチ」として描き下ろしイラストも掲載された。
6月26日、隔月刊誌となって復刊。当時としては珍しい抱き枕カバーが付録。また、「東方香霖堂 〜 Curiosities of Lotus Asia.」が開始し、2007年12月号まで連載された。
9月22日、連載作品である「まろまゆ」がドラマCD化。10月号には特別編のドラマCDが付録している。

2007年
2月26日、4月号に2017年時点でも人気のある「おとなのカレンダー」が初めて付録する。
6月30日、公式サイトの前身にあたる「電撃萌王ブログ」開始。
8月25日、10月号にて読者参加企画である「R・G・B!」が始まる。
10月26日、12月号に連続付録第1弾となる「こはるびより」のフィギュアが付録。2008年2月号に第2段が付録された。これらのフィギュアもキャストオフ可能となっている。
11月21日、電撃萌王初のアニメ化と作品なる「こはるびより」OVA第1巻が発売。全3巻リリース。
11月24日・11月25日、「電撃15年祭」が行われ、電撃萌王のブースでは「萌絵萌絵コロシアム」の歴代優勝者のイラストを展示して、来場者の投票によってグランドチャンピオンを決める大会を開催した。

2008年
6月26日、8月号から10人のイラストレーターによる連載企画第1弾「TenColors〜ジュウニントイロ〜」が開始。
7月9日、萌王でコラムを連載していた倉田英之のコラム・エッセイをまとめた雑文集である『倉本 倉田の蔵出し』を刊行。この本は日本オタク大賞2008にて藤津亮太賞を受賞した。

2012年
11月中旬よりアスキー・メディアワークス内のサーバーが障害を起こし、11月20日に復旧したものの電撃萌王ドットコム内の過去の記事データなどが閲覧不可となってしまったことについて報告・謝罪をしている。
2013年10月号、12月号は『シルフ』増刊、2014年2月号は『ビバ☆テイルズオブマガジン』増刊、2014年4月号は『電撃姫』増刊、2014年6月号は『電撃HOBBY MAGAZINE』増刊とした後、2014年8月号より独立創刊。

## 連載中の作品・企画

### 漫画
- えとたまプリティ劇場（白組&タブリエ・コミュニケーションズ、画：たかはしあさみ）
- ばら日記（ばらスィー）
- 巻末ページ・イラスト＆コミック（すがわらくにゆき）

### コラム
- うえむら、読みました（うえむらちか）
- うさくんの素（うさくん）
- おとぎの国のちこたむ（ちこたむ）
- 全ギ研ミナミダ所長のギャルゲー1000本ノック（週刊アスキー編集部所属・ミナミダ）
- 半獣幼女（みやまぜろ）
- 樋上いたるのLoveHorror（樋上いたる）
- 俺の萌えキャラ王国 アニメ編（前田久）、ゲーム編（有部デルチ、ひでのすけ）
- みの吉こらむ（みの吉）
- 萌印良品
- ようすみっ!（倉田英之）

## 連載終了作品・企画

### 漫画
- R・G・B! ザ･コミック （原作：あごバリア、キャラクターデザイン：鈴平ひろ、作画：シロガネヒナ）
- おまかせ! さやなのもえろ部 （水兵きき）
- こはるびより （みづきたけひと）
- G.L.M~がーるず らいぶ めーかー~　読者のアンケートで展開が変わる。2010年6月号まで連載された。
- 小学生戦隊ペタリコン （単行本で『美少女戦隊ペタリコン』に改題）（はせ☆裕）
- 抱きまくらDAYS♡（たかやKi）
- 天使の3P！の3P!!（おーみや×蒼山サグ×てぃんくる）
- 東方香霖堂 〜 Curiosities of Lotus Asia. （原作：ZUN、イラスト：唖采弦二）
- ドキドキしすたー♡葵ちゃん（高橋哲哉）
- 乃木坂春香の秘密（コミック版） （原作：五十嵐雄策、キャラクター原案：しゃあ、作画：深山靖宙）
- 花×華（すらだまみ×岩田洋季×涼香）
- はるのちゅう （関谷あさみ）
- ビオトープ（ハトポポコ）
- まどろみちゃんが行く。（namo）
- まろまゆ （氷川へきる）
- めいでん･がーでん （Rico with taca）
- 百合星人ナオコサン （kashmir）
- れでぃ×ばと!（コミック版）（原作：上月司、キャラクター原案：むにゅう、作画：猫屋敷ねこ丸）
- ロウきゅーぶ! よんこま　三輪フタバ×蒼山サグ×てぃんくる
- 路地裏スーベニール（ネムネム）
- 男子校系男子（ハトポポコ）
- みなクズ（ハトポポコ）

### 小説
- ロウきゅーぶ!（蒼山サグ）
- らぶちゅー!（風見周）

### 読者参加企画
- 電撃学園 M.O.E.（学園会長：万国あゆや）
- R・G・B!（原作：あごバリア、イラスト：鈴平ひろ）

### コラム
- アキバ☆ヲッチング（アキバBlog）
- 我萌伝GIRL（倉田英之）
- 我萌伝BOY（倉田英之）
- 萌王ランキング
- もふもふしたい日々（立羽）

## 季刊誌時代に連載していた作品
- 苺ましまろ（ばらスィー）
- 夢みたいな星みたいな（あらきかなお）
- 電撃!! イージス5（谷川流・作、後藤なお・挿絵）
- Present Pretty（菊池たけし・作、純珪一・絵）